# Biomédecine
La biomédecine est une branche scientifique médicale appliquant les principes biologiques et physiologiques à la pratique clinique. La biomédecine implique une étude des processus (patho)physiologiques grâce aux méthodes de la biologie, de la chimie et de la physique.